# Isla de Karsibór
La isla de Karsibór (en polaco: Wyspa Karsibór; en alemán: Kaseburg) es una isla en la laguna de Szczecin o laguna del Óder, en Polonia, que fue creada artificialmente por un canal de corte que está cerca de la isla de Usedom. La isla recibió el nombre del pueblo más grande que hay en ella (que ahora forma parte de la ciudad polaca de Świnoujście). 
En 1880, el canal Kaiserfahrt (pasaje del emperador) en Usedom se abrió con una vía de agua con una profundidad de 10 metros que conecta la laguna con el mar Báltico sin pasar por la parte oriental del brazo Swina del río Óder, permitiendo que los grandes buques pudieran entrar a la laguna y al puerto de Stettin (Szczecin), más rápido y más seguro que si lo hicieran a través del lecho natural del río (Alte Swine) que separa el río de la isla de Wolin en el norte. 
El canal, de aproximadamente 12 km de largo y 10 metros de profundidad, fue excavado por el Imperio alemán entre 1874 y 1880, durante el reinado del primer káiser Guillermo (1797-1888) en honor del cual fue nombrado. 
Después de 1945, no sólo las áreas al este de la línea Óder-Neisse pasaron a formar parte de Polonia, sino también esta obtuvo el control de las ciudades portuarias antes alemanas de Stettin (Szczecin) y Swinemünde (Świnoujście) en la orilla occidental del río Óder, que cambió el nombre del canal en honor de la dinastía Piast. 
También fue afectado el antiguo pueblo de Kaseburg. Fue nombrado Karsibór, tiene cerca de 1000 habitantes y es parte de la comuna de Świnoujście (Swinemünde) que también está en Usedom.